# Новополе (Журомінський повіт)
Новополе (пол. Nowopole) — село в Польщі, у гміні Семьонтково Журомінського повіту Мазовецького воєводства.
Населення — 87 осіб (2011).
У 1975-1998 роках село належало до Цехановського воєводства.

## Демографія
Демографічна структура станом на 31 березня 2011 року:
|          | Загалом | Допрацездатний вік | Працездатний вік | Постпрацездатний вік |
| -------- | ------- | ------------------ | ---------------- | -------------------- |
| Чоловіки | 44      | 9                  | 31               | 4                    |
| Жінки    | 43      | 11                 | 17               | 15                   |
| Разом    | 87      | 20                 | 48               | 19                   |